# Blatna Vas
Blatna Vas is een plaats in de gemeente Buzet in de Kroatische provincie Istrië. De plaats telt 8 inwoners (2001).